# Komuna e Gjepalajt
Komuna e Gjepalajt är en kommun i Albanien.   Den ligger i prefekturen Qarku i Durrësit, i den centrala delen av landet, 20 km väster om huvudstaden Tirana.
```
Runt Komuna e Gjepalajt är det tätbefolkat, med 
570
 invånare per kvadratkilometer.
[
2
]
```